# Régolithe

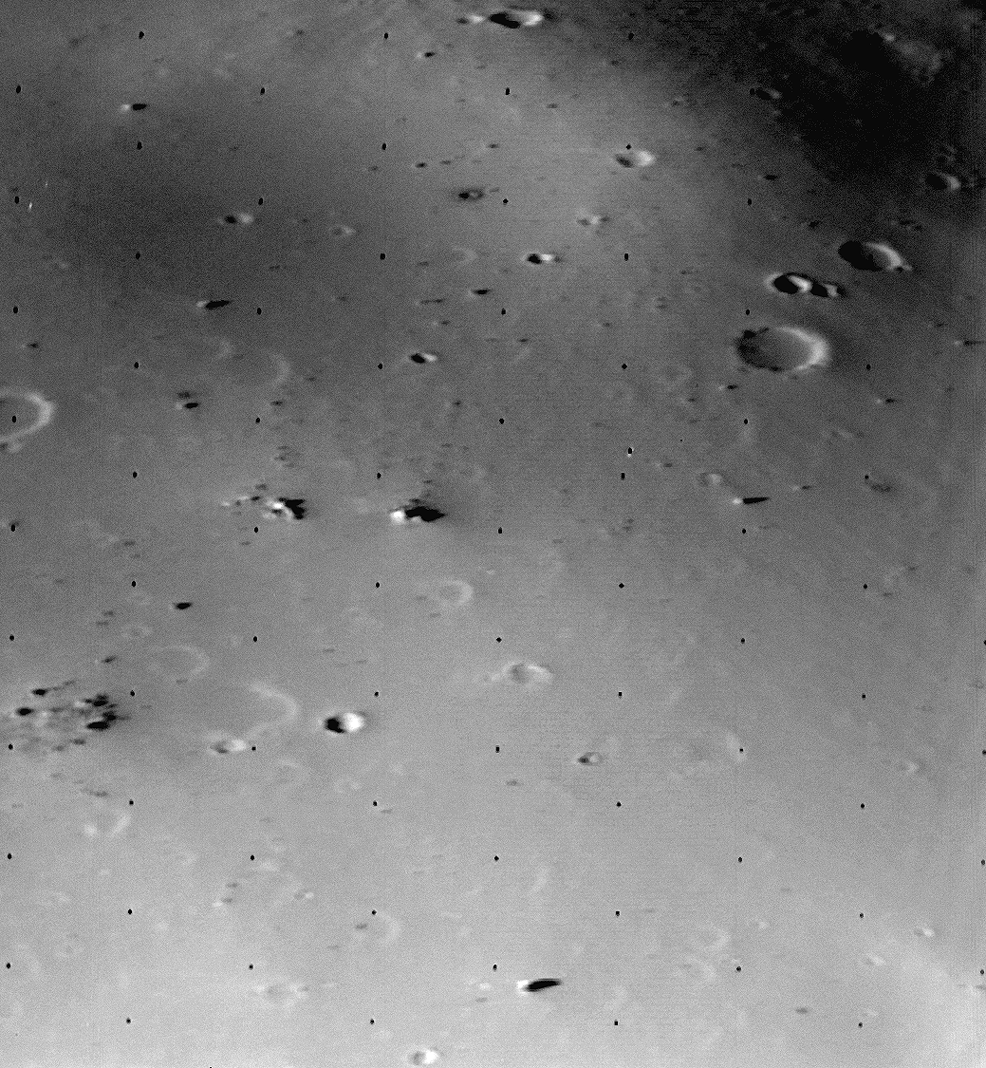
La surface de Déimos, une lune de Mars, vue d'une hauteur de 30 km est couverte par une couche de régolithe dont la profondeur est estimée à 50 m.

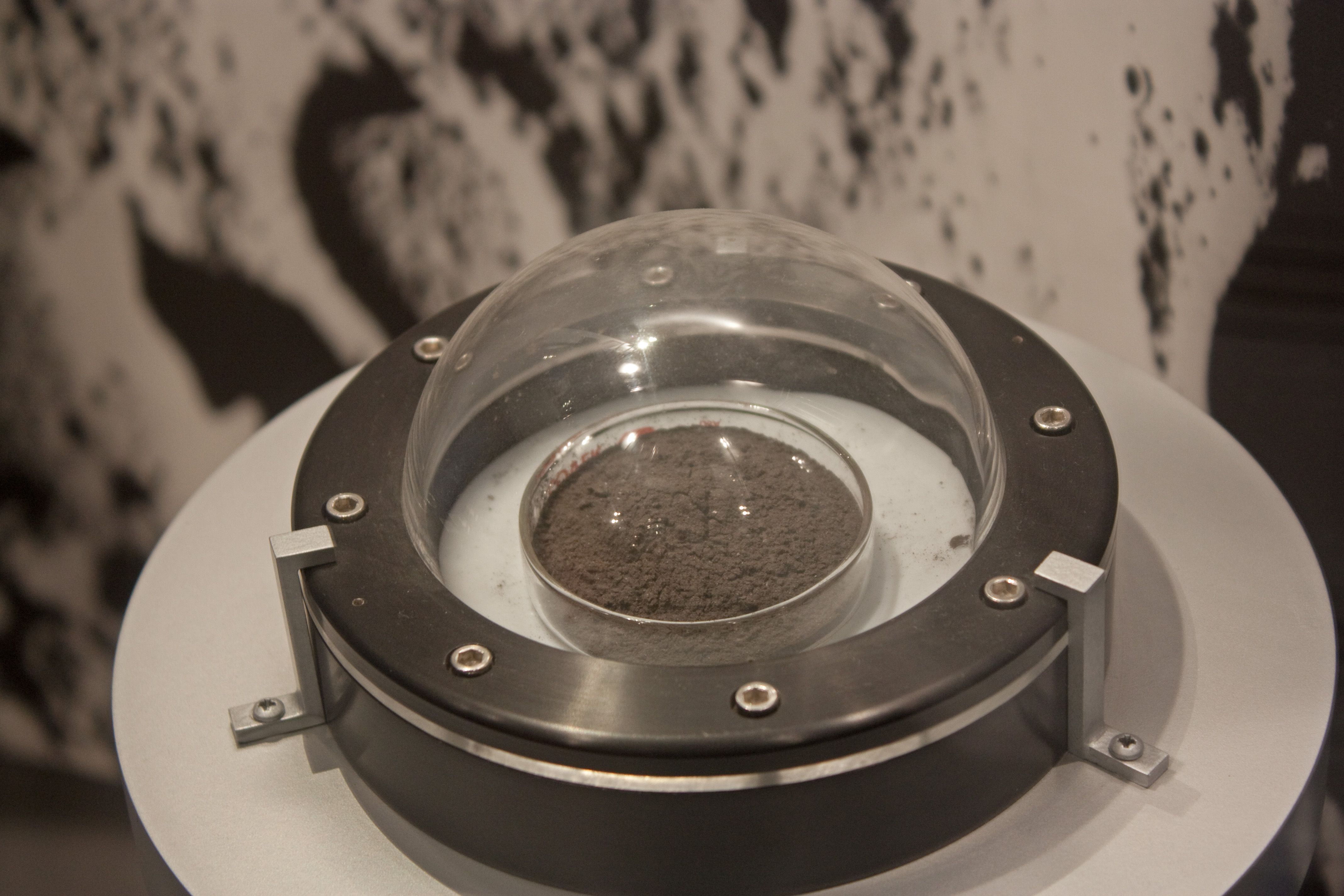
Échantillon de régolithe lunaire rapporté lors de la mission Apollo 17 et présenté au musée national d'histoire naturelle des États-Unis.

Le régolithe (également écrit régolite) (du grec ancien : ῥῆγος/rhē̂gos, signifiant couverture et λίθος/lithos, signifiant roche) est en pédologie la partie du sol recouvrant la roche-mère, qui peut contenir du matériel meuble, comme de la poussière ou de la terre, et des roches saines. Il désigne sur les planètes sans atmosphère ou les satellites naturels la couche de poussière produite par l'impact des météorites à la surface. Le régolithe peut être autochtone s'il provient de l'altération des roches en présence (altérite) ou allochtone lorsqu'il est amené par un processus quelconque (comme les alluvions ou la sédimentation). En géologie sédimentaire, on utilise plus fréquemment le terme général de formation(s) superficielle(s) pour désigner le régolithe.

## Définition
Le terme de régolithe est défini par le géologue George Perkins Merrill en 1897 dans son traité sur les roches, leur érosion et les sols : 
« In places this covering is made up of material originating through rock-weathering or plant growth in situ. In other instances it is of fragmental and more or less decomposed matter drifted by wind, water or ice from other sources. This entire mantle of unconsolidated material, whatever its nature or origin, it is proposed to call the regolith. »
— George P. Merrill
, A treatise on rocks, rock-weathering and soils

« En certains lieux cette couverture est composée de matériaux issus de l'érosion des roches ou de la croissance des plantes in situ. En d'autres cas elle est faite de matière fragmentaire et plus ou moins décomposée transportée par les vents, l'eau ou la glace depuis d'autres sources. Nous proposons d'appeler ce manteau de matière non consolidée, quelle que soit son origine ou sa nature, régolithe. »
— A treatise on rocks, rock-weathering and soils

## Régolithe terrestre
Le terme régolithe (aussi appelé proche sous-sol) désigne, sur Terre, l'espace compris entre le sol enrichi en matière organique (sol cultivable) et la roche-mère. Il est constitué de formations géologiques dites de surface (ou de sous-surface) par opposition au domaine géologique profond. Ces formations géologiques de surface comprennent des roches généralement non consolidées. On y distingue des formations allochtones et autochtones. Ces terrains constituent l'épiderme de la Terre et résultent de l'interaction chimique et physique de la lithosphère avec l'hydrosphère, l'atmosphère et la biosphère. Ils recouvrent l'essentiel des terres émergées et immergées d'un manteau presque continu et forment un ensemble de roches le plus souvent meubles formées in situ (altérites ou régolithe autochtone) ou d'origine sédimentaire et transportées constituant le régolithe allochtone (unités alluviales, colluviales, éoliennes, lacustres, glaciaires, gravitaires). 
Les formations allochtones sont les sédiments fluviatiles, lacustres, côtiers, glaciaires, ou éoliens, les éboulis, les colluvions et les formations de pente.
Les formations autochtones sont les profils d'altération formés in situ sur tous types de roches. Les « altérites » formées dans ces profils sont des roches dont la genèse ou les propriétés actuelles résultent de processus d'altération supergène, quel qu'en soit l'âge. À ce titre, on peut dire que le régolithe est formé par interaction de la géosphère avec l'atmosphère, l'hydrosphère et la biosphère. C'est dans ces couches géologiques que se situent certains gisements de terres rares. 

## Régolithe extraterrestre
Toutes les planètes telluriques du Système solaire ne sont pas recouvertes d'une couche de régolithe. Vénus en semble exempte. Bien qu'elle présente un sol fracturé de type volcanique, il n'a pas été détecté sur les zones d'atterrissage des sondes Venera 9 et Venera 10, de poussière similaire au régolithe lunaire.
Il recouvre la Lune sur une épaisseur de 3 à 8 mètres en moyenne. Des échantillons sont collectés par les missions Apollo.
Les astéroïdes approchés par des sondes spatiales se sont également révélés couverts de régolithe, ainsi que la surface de la planète Mercure et celle des satellites de la planète Mars. Le régolithe est, contrairement à la poussière terrestre, fortement chargé par le rayonnement solaire (puisqu'il n'y a pas d'atmosphère). De fait, la poussière lunaire adhère fortement aux combinaisons spatiales, et les astronautes des missions Apollo ont eu bien du mal à s'en débarrasser. De plus, étant beaucoup plus fin que du sable terrestre, il peut aussi pénétrer les voies aériennes de l'astronaute et même provoquer des allergies, voire des cancers, des destructions de neurones et des atteintes respiratoires aiguës.
Les planètes dotées d'une atmosphère n'ont pas de « régolithe » de ce type, car l'atmosphère provoque une érosion (vent, précipitations) bien plus forte que l'action des météorites (qui d'ailleurs se consument généralement dans l'atmosphère avant d'atteindre la surface).

## Exploitation du régolithe

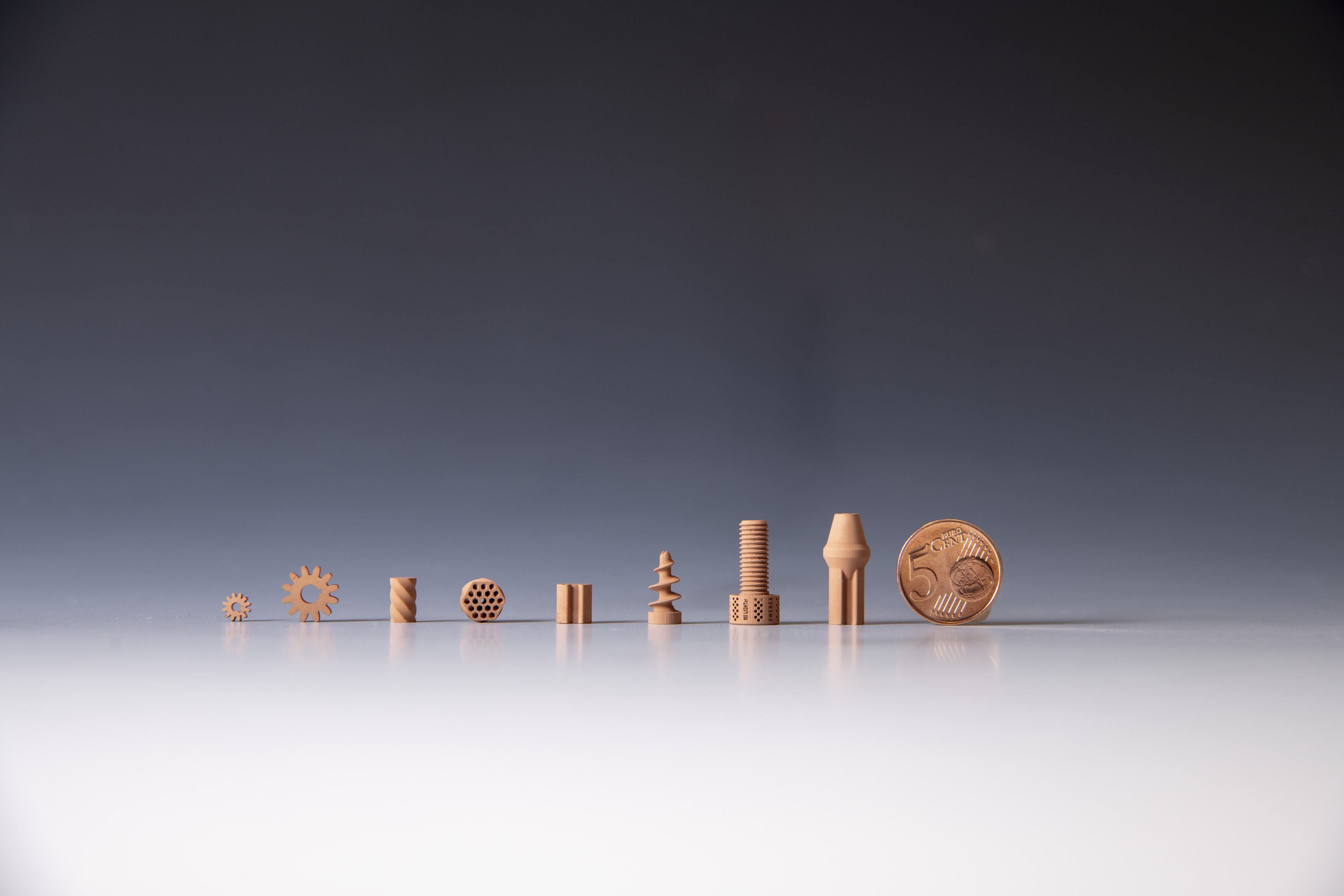
Pièces en céramique imprimées en 3D par la société autrichienne Lithoz, spécialisée dans les céramiques imprimées en 3D, ici à partir de régolithe lunaire simulé, pour l'ESA. Une pièce de 5 centimes d'euro donne l'échelle.

Au plan sociétal, le régolithe est désormais envisagé comme une ressource (sensu lato) et un enjeu car, l'essentiel des activités humaines s'y déroulent.
De ses propriétés dépendent les possibilités d'occupation de notre espace de vie et les contraintes à prendre en compte pour sa gestion rationnelle et raisonnée.
Dans le cadre des projets de base lunaire ou de colonisation spatiale, des matériaux sont produits simulant le régolithe, par exemple de régolithe martien et lunaire, pour, sur Terre, en étudier l'utilisation et le comportement, y compris comme matériaux d'impression 3D, pour tester ce type d'utilisation sur une éventuelle future base lunaire. Ce simili-régolithe brut contient principalement de l'oxyde de silicium, mais aussi d'aluminium, de calcium et de fer[réf. souhaitée]. Finement broyés et tamisés les grains de régolithe sont mélangés à un liant photoréactif, déposés couche par couche puis durcis par exposition à la lumière. La pièce imprimée résultante est ensuite "frittée" dans un four pour la cuire et lui donner sa dureté finale  (illustration ci contre). La résistance et les propriétés mécaniques de ces éléments seront testés dans diverses conditions[évasif]. Des réalisations sur place d'infrastructures à base de régolithe sont également envisagées.